# Expositietroon

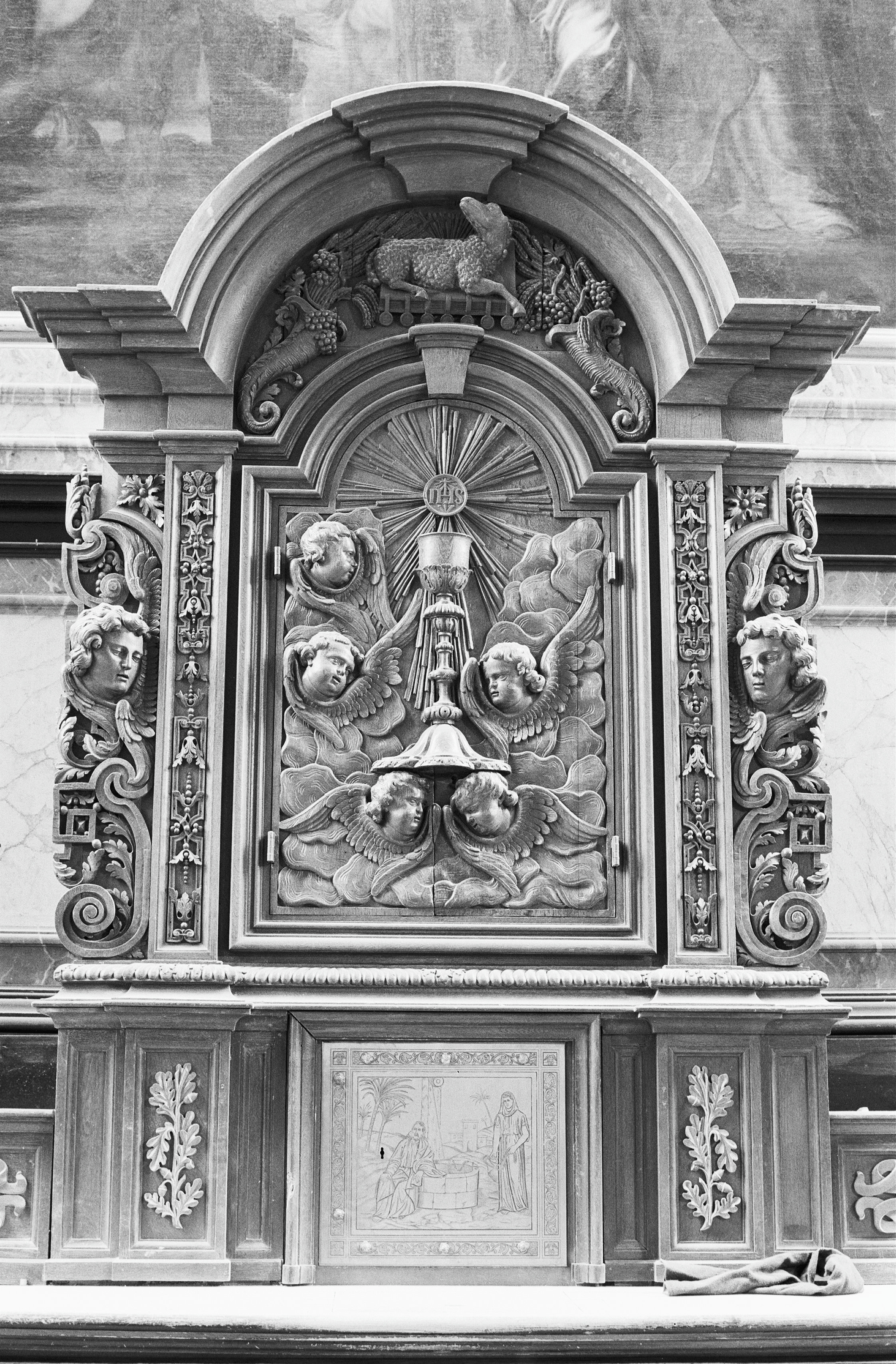
Expositietroon in de Sint-Elisabethkerk te Grave

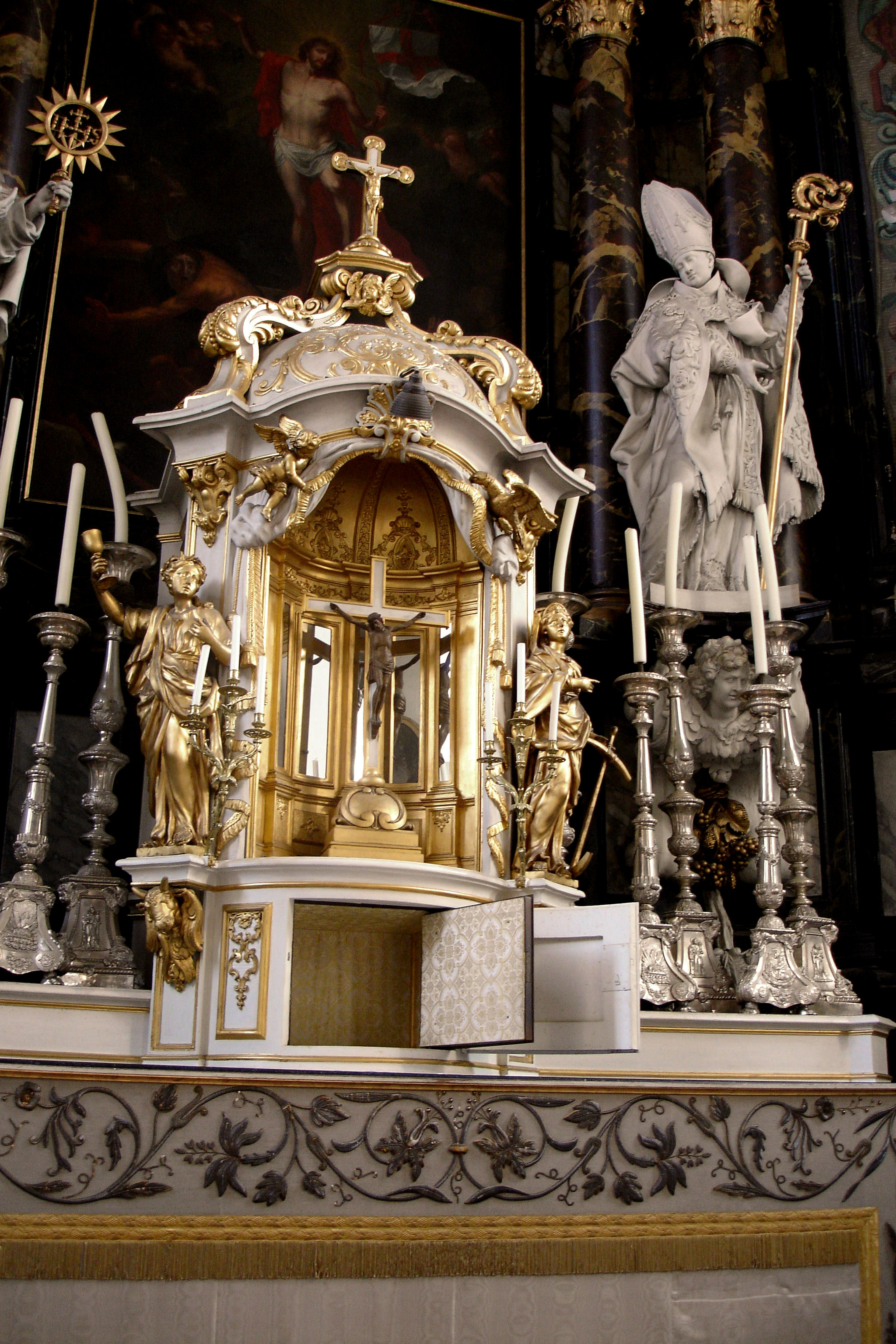
Het tabernakel in de Collegekapel, Sint-Niklaas

Een expositietroon of repositorium is in de rooms-katholieke kerk een meubel waarin voorwerpen worden uitgestald die een bijzondere religieuze waarde hebben. Ook een tabernakel kan als een soort expositietroon worden vormgegeven.
Een dergelijke troon bestaat uit een soort nis, die omgeven is door een lijst die vaak is voorzien van weelderige symbolen, zoals stralenbundels, engelen met bazuinen, kronen en andere triomfantelijke religieuze beeltenissen. Vooral in stijlen als barok, rococo en dergelijke zijn fraaie exemplaren uitgevoerd. Soberder voorbeelden vindt men onder meer in de neogotiek.
De bedoeling van een dergelijke expositietroon was dan ook niet alleen de heiligheid van de getoonde voorwerpen (het in een monstrans gevatte Allerheiligste, bijzondere beelden) te benadrukken, maar ook het oog van de gelovige hiernaartoe te trekken.